# Daniel Philliskirk
Daniel Philliskirk (Oldham, Gran Mánchester, Inglaterra, 10 de abril de 1991) es un futbolista inglés. Se desempeña como centrocampista y actualmente milita en el Sheffield United de la Football League One de Inglaterra. Su padre, Tony Philliskirk, es el actual entrenador del equipo juvenil del Oldham Athletic. Por su forma de juego, ha sido comparado con Paul Scholes.

## Trayectoria
Danny comenzó su carrera futbolística en las inferiores del Oldham Athletic, antes de firmar un contrato de 4 años con la Academia del Chelsea Football Club en 2007 por un monto que terminó elevándose a £2 millones gracias a su progreso a través de las diferentes categorías juveniles del club.
En la temporada 2007-08 con el equipo juvenil, Danny fue probado en diferentes posiciones, tanto de extremo, como de delantero centro, e incluso jugaba como defensa central en algunas ocasiones, antes de establecerse en la posición de centrocampista ofensivo. Durante esa temporada, Danny disputó 21 partidos, anotando 3 goles.
En la temporada 2008-09, Danny fue nombrado capitán del equipo y anotó otros 2 goles, además de convertirse en el tercer jugador con mayor cantidad de partidos disputados. También debutó en el equipo de reservas el 29 de septiembre de 2009 ante las reservas del Wolverhampton Wanderers.
En la temporada 2009-10, Danny fue promovido al equipo de reservas, en el que se ha convertido en uno de los pilares en el mediocampo. Además, el entrenador del Chelsea, Carlo Ancelotti, lo inscribió en la Lista B de la plantilla que disputó la Liga de Campeones, utilizando el dorsal #48. El 9 de diciembre de 2009, fue llamado a su primer partido de Liga de Campeones ante el APOEL FC, aunque permaneció en la banca todo el encuentro. En ese partido, el Chelsea y el APOEL empataron a 2-2.
El 2 de agosto de 2010, Danny fue cedido durante un mes al Oxford United de la Football League Two, debutando cinco días después ante el Burton Albion, en donde ambos equipos empataron a 0-0. Sin embargo, Danny solamente logró disputar aquel encuentro durante su tiempo con el Oxford. Luego de unos días de haber regresado al Chelsea, Danny fue nuevamente inscrito en la Lista B de la plantilla que disputó la Liga de Campeones, ahora utilizando el dorsal #60.
El 10 de enero de 2011, Danny fue cedido al Sheffield United de la Football League Championship durante un mes. Sin embargo, dos días antes de que su préstamo expirara, Danny extendió su estancia con el Sheffield hasta el final de la temporada 2010-11. Debido a que Danny fue contratado principalmente para jugar en el equipo de reservas del Sheffield, su debut con el primer equipo no sería sino hasta el 16 de abril de 2011, en la derrota por 3-1 ante el Preston North End, luego de haber entrado de cambio al minuto 66 por Bjørn Helge Riise. En total, Danny disputó solamente 3 partidos durante su préstamo con el Sheffield. Sin embargo, luego de que su contrato con el Chelsea expirase al finalizar la temporada, Danny decidió marcharse permanentemente al Sheffield el 1 de julio de 2011, firmando un contrato de un año.
Danny ha sido internacional con la Selección de Inglaterra Sub-17.

## Clubes
| Club             | País       | Año             |
| ---------------- | ---------- | --------------- |
| Oldham Athletic  | Inglaterra | ¿? - 2007       |
| Chelsea FC       | Inglaterra | 2007 - 2010     |
| Oxford United    | Inglaterra | 2010            |
| Chelsea FC       | Inglaterra | 2010 - 2011     |
| Sheffield United | Inglaterra | 2011 - Presente |

## Estadísticas

### Clubes
| Club                                        | Temporada           | Liga*    | Liga* | FA Cup   | FA Cup | League Cup | League Cup | League Trophy | League Trophy | Total    | Total |
| Club                                        | Temporada           | Partidos | Goles | Partidos | Goles  | Partidos   | Goles      | Partidos      | Goles         | Partidos | Goles |
| ------------------------------------------- | ------------------- | -------- | ----- | -------- | ------ | ---------- | ---------- | ------------- | ------------- | -------- | ----- |
| Oxford United Inglaterra                    | 2010-11             | 1        | 0     | 0        | 0      | 0          | 0          | -             | 0             | 1        | 0     |
| Oxford United Inglaterra                    | Total               | 1        | 0     | 0        | 0      | 0          | 0          | -             | -             | 1        | 0     |
| Sheffield United Inglaterra                 | 2010-11             | 3        | 0     | 0        | 0      | 0          | 0          | -             | -             | 3        | 0     |
| Sheffield United Inglaterra                 | 2011-12             | 0        | 0     | 0        | 0      | 1          | 0          | 1             | 0             | 2        | 0     |
| Sheffield United Inglaterra                 | Total               | 3        | 0     | 0        | 0      | 1          | 0          | 1             | 0             | 5        | 0     |
| Total en su carrera                         | Total en su carrera | 4        | 0     | 0        | 0      | 1          | 0          | 1             | 0             | 6        | 0     |
| Estadísticas hasta el 30 de agosto de 2011. |                     |          |       |          |        |            |            |               |               |          |       |

- (*) Football League Championship, Football League Two.

### Resumen estadístico
|                              | Partidos | Goles | Promedio |
| ---------------------------- | -------- | ----- | -------- |
| Football League Championship | 3        | 0     | 0        |
| Football League Two          | 1        | 0     | 0        |
| Copas nacionales             | 2        | 0     | 0        |
| Total                        | 6        | 0     | 0        |